# Prionopeltis taurinus
Prionopeltis taurinus är en mångfotingart som beskrevs av Pocock 1895. Prionopeltis taurinus ingår i släktet Prionopeltis och familjen orangeridubbelfotingar. Inga underarter finns listade i Catalogue of Life.